# Alfa Romeo Matta
Alfa Romeo Matta – terenowy samochód osobowy produkowany przez włoską firmę Alfa Romeo w latach 1952-1954. Do napędu użyto silnika R4 o pojemności 1,9 litra. Moc przenoszona była na obie osie poprzez 4-biegową manualną skrzynię biegów z reduktorem.
Samochód ten produkowany był na zamówienie włoskiego ministerstwa obrony z przeznaczeniem na samochody policyjne i wojskowe.
W sumie wyprodukowano 2050 pojazdów (według innych źródeł 2075), z których 50 trafiło do użytkowników prywatnych.

## Dane techniczne

### Silnik
- R4 1,9 l (1884 cm³), 2 zawory na cylinder
- Układ zasilania: gaźnik
- Średnica × skok tłoka: 82,55 mm × 88,00 mm
- Stopień sprężania: 7,0:1
- Moc maksymalna: 65 KM (47,7 kW) przy 4400 obr./min

## Galeria

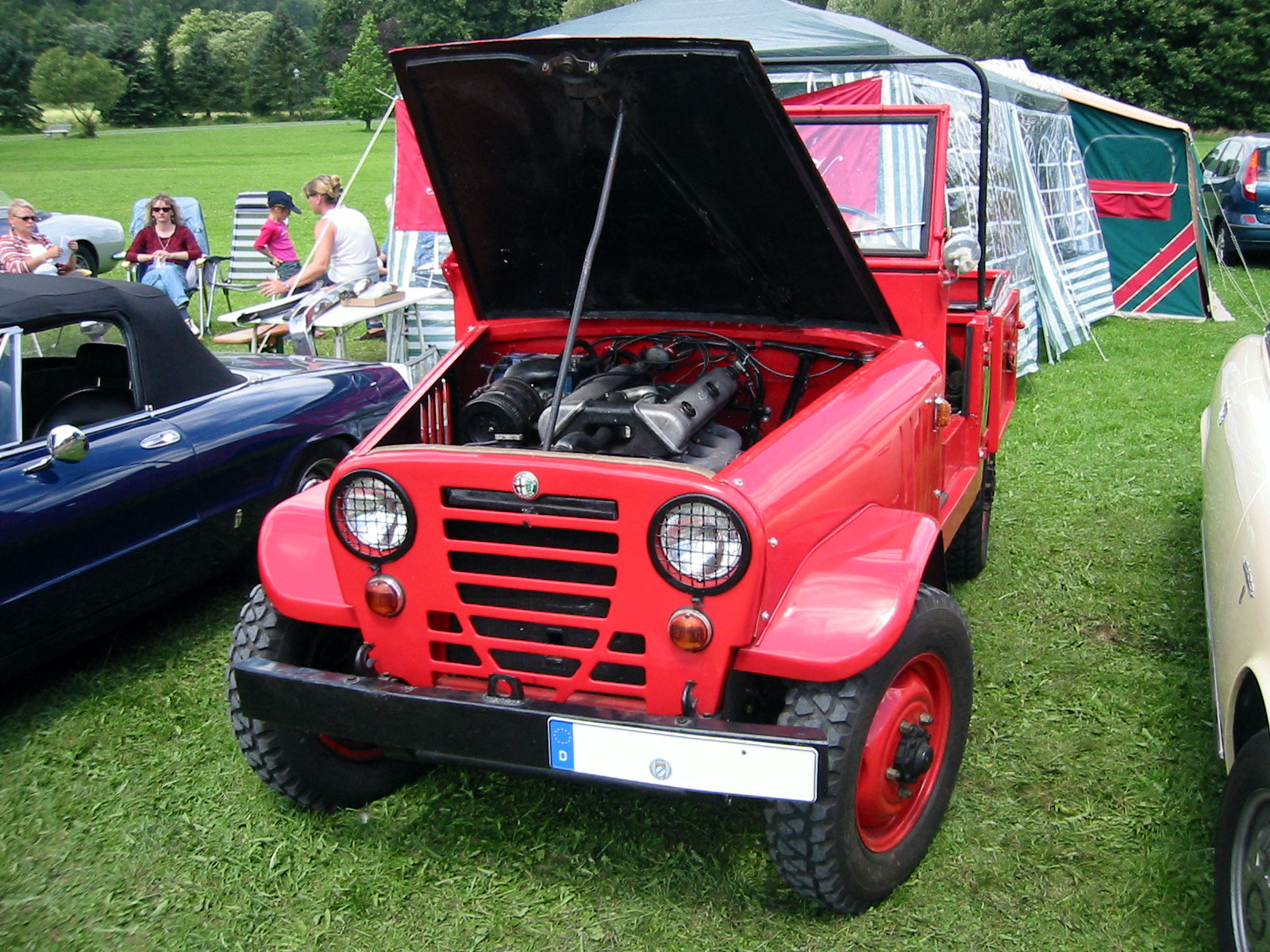
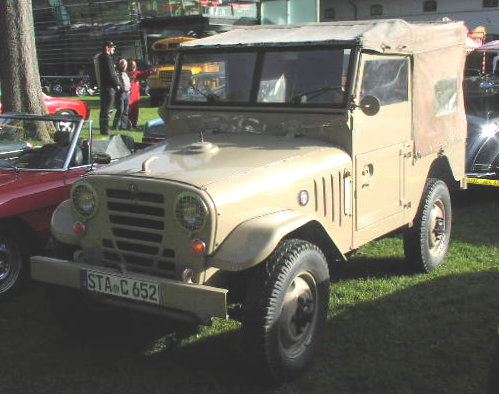
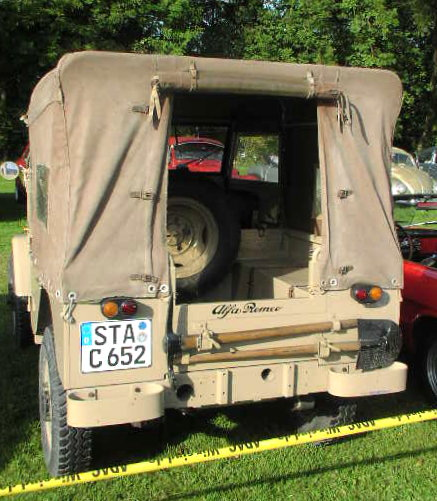

### Osiągi
- Prędkość maksymalna: 105 km/h